# Rolling Thunder (Six Flags Great Adventure)
Rolling Thunder was een houten tweelingachtbaan in Six Flags Great Adventure. De achtbaan werd geopend in 1979 en sloot op 8 september 2013

## Algemene informatie
Rolling Thunder was de eerste houten achtbaan in het park. Hij werd speciaal voor de vijfde verjaardag neergezet. De achtbaan was een zogenoemde tweelingachtbaan dit betekent dat de achtbaan niet één, maar twee banen naast elkaar heeft.

## Ongeval
Op 16 augustus 1981 viel de 20-jarige medewerker Scott Tyler uit Middletown, New Jersey uit de attractie tijdens een testrit. Volgens het park was dit Tylers fout. De achtbaan heropende de dag nadien.